# Radenska/Saison 2014
Dieser Artikel listet Erfolge und Fahrer des Radsportteams Radenska in der Saison 2014 auf.

## Erfolge in der UCI Europe Tour
In den Rennen der Saison 2014 der UCI Europe Tour gelangen die nachstehenden Erfolge.
| Datum     | Rennen                | Kat. | Fahrer          |
| --------- | --------------------- | ---- | --------------- |
| 12. April | Banja Luka-Belgrade I | 1.2  | Martin Otoničar |

## Zugänge – Abgänge
| Zugänge             | Team 2013            | Abgänge      | Team 2014 |
| ------------------- | -------------------- | ------------ | --------- |
| Antonio Testa       | Meridiana Kamen Team | Jaka Bostner | Unbekannt |
| Rok Korošec         | Neoprofi             | Jure Rupnik  | Unbekannt |
| Alessio Marchetti   | Neoprofi             | Blaž Žakelj  | Unbekannt |
| Žiga Ručigaj        | Neoprofi             |              |           |
| Matic Šafaric Kolar | Neoprofi             |              |           |
| Blaž Šuštar         | Neoprofi             |              |           |

## Mannschaft
| Name                | Geburtstag        | Nationalität |
| ------------------- | ----------------- | ------------ |
| Tadej Hiti          | 3. Dezember 1993  | Slowenien    |
| Rok Korošec         | 24. November 1993 | Slowenien    |
| Alessio Marchetti   | 28. August 1988   | Italien      |
| Jure Miškulin       | 5. November 1994  | Slowenien    |
| Martin Otoničar     | 8. Mai 1994       | Slowenien    |
| Marko Pavlič        | 9. Februar 1993   | Slowenien    |
| Luka Pibernik       | 23. Oktober 1993  | Slowenien    |
| Andrej Rajšp        | 26. Juli 1992     | Slowenien    |
| Uroš Repše          | 5. August 1993    | Slowenien    |
| Žiga Ručigaj        | 10. November 1995 | Slowenien    |
| Matic Šafaric Kolar | 28. Juli 1995     | Slowenien    |
| Blaž Šuštar         | 25. August 1995   | Slowenien    |
| Antonio Testa       | 5. Mai 1984       | Italien      |